# Real Federación Española de Deportes de Hielo
Die Real Federación Española de Deportes de Hielo (RFEDH) (Königlicher Spanischer Eissportverband) ist der nationale Sportverband Spaniens für Eishockey, Curling, Bobsport, Eisschnelllauf, Shorttrack, Eiskunstlauf, Rennrodeln und Skeleton. 

## Geschichte
Der Vorgänger-Verband wurde bereits am 10. März 1923 in die Internationale Eishockey-Föderation aufgenommen. Der Verband gehört zu den IIHF-Vollmitgliedern. Aktueller Präsident ist Frank González. 
Der Verband kümmert sich überwiegend um die Durchführung der Spiele der spanischen Eishockeynationalmannschaft sowie der Frauen-Nationalmannschaft und der Junioren-Mannschaften. Zudem organisiert der Verband den Spielbetrieb auf Vereinsebene, unter anderem in der Superliga.
Der Verband ist zudem Mitglied folgender Verbände:
- International Bobsleigh & Skeleton Federation
- World Curling Federation
- Fédération Internationale de Luge
- Internationale Eislaufunion

Am 4. September 2017 wurde dem spanischen Eissportverband von König Felipe VI. der Namenszusatz „Real“ (königlich) verliehen.